# Batalla naval de Zonchio
|  | Per a altres significats, vegeu «Batalla de Lepant». |

La batalla Naval de Zonchio (també coneguda com la batalla de Navarino, la batalla de Sapienza o com la Primera Batalla de Lepant) es va dur a terme al llarg de quatre dies: 12, 20, 22 i 25 d'agost de 1499. Es tracta d'una part de la Guerra turcoveneciana (1499-1503). També és un exemple primerenc d'una batalla naval en la qual les bombardes van ocupar un paper important.

## Antecedent
El gener de 1499, Kemal Reis va salpar d'Istanbul amb una força de 10 galeres i 4 altres tipus de vaixells, i el juliol de 1499 es va reunir al Cap Zonchio amb una enorme flota otomana, que li va ser enviada i es va fer càrrec de la seu comandament per tal de lliurar una guerra a gran escala contra la República de Venècia. La flota otomana es componia de 67 galeres, 20 galiotes i al voltant de 200 embarcacions petites.

## Desenvolupament tàctic
Després d'arribar al mar Jònic amb la gran flota otomana, Kemal Reis va trobar la flota veneciana de 47 galeres, 17 galiots i al voltant de 100 petits vaixells sota el comandament d'Antoni Grimani prop del Cap Zonchio,
L'agost de 1499, Kemal Reis va derrotar la flota veneciana sota el comandament d'Antoni Grimani en una batalla que va durar quatre dies: el 12 d'agost, el 20, el 22 i el 25. Durant la batalla, Kemal Reis va enfonsar la galera d'Andrea Loregan, un membre de la influent família Loregan de Venècia. Va ser la primera batalla naval de la història amb bombardes utilitzades per "vaixells navegant" contra altres vaixells (de la que hi hagi documentació).

## Conseqüències
Antoni Grimani, que el 1521 (dos anys després de la batalla) es convertiria en el Dux de Venècia, va ser atrapat el 29 de setembre d'aquest 1499, però finalment va ser alliberat. El soldà otomà Baiazet II va atorgar les 10 galeres venecianes capturades a Kemal Reis, que va atracar la seva flota a l'illa de Cefalònia, entre octubre i desembre de 1499.